# Maj Norén
Maj Ingeborg Norén, född 29 maj 1926 i Arbrå i Gävleborgs län, död 22 februari 2006 i Maria Magdalena församling i Stockholm, var en svensk målare.
Hon var dotter till järnvägstjänstemannen Albert Norén och Beda Lindström samt från 1947 gift med Gustaf Höglund. Hon studerade konst vid Berggrens målarskola i Stockholm 1948 och under resor till Frankrike, Spanien och Danmark. Separat ställde hon ut i bland annat Gävle, Ystad, Piteå, Norrtälje. Tillsammans med Ewald Karlsson ställde hon ut på Sturegalleriet i Stockholm och tillsammans med sin man i Södertälje. Hon medverkade i samlingsutställningar arrangerade av Gävleborgs läns konstförening i Gävle. Hennes konst består av tavlor i små format ofta med landskapsbilder utförda i olja. Norén är representerad vid Ystads kommun. 
 